# Primeira fase da Copa Libertadores da América de 2015
A primeira fase da Copa Libertadores da América de 2015 foi disputada entre 3 e 12 de fevereiro. Os seis vencedores de cada chave se juntaram as outras 26 equipes da segunda fase, disputada no sistema de grupos.
Nessa primeira fase, as equipes se enfrentaram em jogos eliminatórios de ida e volta, classificando-se a que somasse mais pontos. Em caso de igualdade em pontos, o saldo de gols e, depois, a regra do gol fora de casa seriam utilizados como regras de desempate. Persistindo ainda o empate, a vaga seria definida nas disputas por pênaltis.

## Resultados
Equipe 1 realizou a partida de ida em casa.
| v d e |

| Chave | Equipe 1                | Total    | Equipe 2      | Ida | Volta |
| ----- | ----------------------- | -------- | ------------- | --- | ----- |
| G1    | Alianza Lima            | 0–4      | Huracán       | 0–4 | 0–0   |
| G2    | Independiente del Valle | 1–4      | Estudiantes   | 1–0 | 0–4   |
| G3    | Deportivo Táchira       | 4–3      | Cerro Porteño | 2–1 | 2–2   |
| G4    | Monarcas Morelia        | 1–3      | The Strongest | 1–1 | 0–2   |
| G5    | Palestino               | 2–2 (gf) | Nacional      | 1–0 | 1–2   |
| G6    | Corinthians             | 5–1      | Once Caldas   | 4–0 | 1–1   |

Todas as partidas estão no horário local.

### Chave G1
| 3 de fevereiro | Alianza Lima | 0 – 4     | Huracán                                          | Estádio Alejandro Villanueva, Lima |
| 19:15 (UTC−5)  |              | Relatório | Ábila 4' · Romero Gamarra 38' · Toranzo 75', 79' | Árbitro: COL José Buitrago         |

| 10 de fevereiro | Huracán | 0 – 0     | Alianza Lima | Estádio Tomás Adolfo Ducó, Buenos Aires |
| 19:15 (UTC−3)   |         | Relatório |              | Árbitro: BOL Óscar Maldonado            |

### Chave G2
| 5 de fevereiro | Independiente del Valle | 1 – 0     | Estudiantes | Estádio Rumiñahui, Sangolquí |
| 20:00 (UTC−5)  | Pineida 79'             | Relatório |             | Árbitro: MEX Roberto García  |

| 12 de fevereiro | Estudiantes                                          | 4 – 0     | Independiente del Valle | Estádio Ciudad de La Plata, La Plata |
| 21:45 (UTC−3)   | Desábato 12', 50' · Carrillo 28' · Mina 90+1' (g.c.) | Relatório |                         | Árbitro: CHI Enrique Osses           |

### Chave G3
| 4 de fevereiro   | Deportivo Táchira     | 2 – 1     | Cerro Porteño | Estádio Polideportivo de Pueblo Nuevo, San Cristóbal |
| 21:45 (UTC−4:30) | López 11' · Rojas 18' | Relatório | Fabbro 49'    | Árbitro: PER Víctor Carrillo                         |

| 11 de fevereiro | Cerro Porteño                    | 2 – 2     | Deportivo Táchira | Estádio Defensores del Chaco, Assunção |
| 18:30 (UTC−4)   | Fabbro 39' (pen) · Domínguez 60' | Relatório | Rivas 55', 61'    | Árbitro: BRA Leandro Vuaden            |

### Chave G4
| 3 de fevereiro | Monarcas Morelia | 1 – 1     | The Strongest | Estádio Morelos, Morelia      |
| 20:30 (UTC−6)  | Depetris 35'     | Relatório | Escobar 8'    | Árbitro: VEN Jesús Valenzuela |

| 10 de fevereiro | The Strongest    | 2 – 0     | Monarcas Morelia | Estádio Hernando Siles, La Paz |
| 20:45 (UTC−4)   | Escobar 85', 88' | Relatório |                  | Árbitro: ECU Omar Ponce        |

### Chave G5
| 5 de fevereiro | Palestino   | 1 – 0     | Nacional | Estádio Santa Laura, Santiago |
| 19:45 (UTC−3)  | Rosende 69' | Relatório |          | Árbitro: PAR Antonio Arias    |

| 12 de fevereiro | Nacional                        | 2 – 1     | Palestino | Estádio Gran Parque Central, Montevidéu |
| 20:15 (UTC−2)   | Lanaro 41' (g.c.) · Pereiro 44' | Relatório | Ramos 37' | Árbitro: BRA Héber Lopes                |

### Chave G6
| 4 de fevereiro | Corinthians                                            | 4 – 0     | Once Caldas | Arena Corinthians, São Paulo  |
| 22:00 (UTC−2)  | Emerson Sheik 1' · Felipe 54' · Elias 69' · Fagner 78' | Relatório |             | Árbitro: ARG Patricio Loustau |

| 11 de fevereiro | Once Caldas | 1 – 1     | Corinthians | Estádio Palogrande, Manizales |
| 19:00 (UTC−5)   | Arango 57'  | Relatório | Elias 14'   | Árbitro: URU Darío Ubríaco    |